# Humbertioturraea seyrigii
Humbertioturraea seyrigii är en tvåhjärtbladig växtart som beskrevs av André Leroy. Humbertioturraea seyrigii ingår i släktet Humbertioturraea och familjen Meliaceae. Inga underarter finns listade i Catalogue of Life.